# Firecracker 250 1962
Firecracker 250 1962 var ett stockcarlopp ingående i Nascar Grand National Series (nuvarande Nascar Cup Series) som kördes 4 juli 1962 på den 2,5 mile (4,023 km) långa ovalbanan Daytona International Speedway, i Daytona Beach i Florida. Totalt avverkades 250 miles (321,868 km) fördelat på 100 varv. Banunderlaget var asfalt. Loppet vanns av Fireball Roberts i en Pontiac på tiden 1:37.36 körande för Banjo Matthews. Roberts snitthastighet var 153,688 mph. Prispotten uppgick till 32 740 dollar, varav 9 850 dollar gick till segraren.

## Resultat
| Plc     | Nr | Förare           | Team/ bilägare        | Konstruktör | Start | Varv | Ledda varv |
| ------- | -- | ---------------- | --------------------- | ----------- | ----- | ---- | ---------- |
| 1       | 22 | Fireball Roberts | Banjo Matthews        | Pontiac     | 4     | 100  | 22         |
| 2       | 6  | Junior Johnson   | Owens Racing          | Pontiac     | 7     | 100  | 0          |
| 3       | 21 | Marvin Panch     | Wood Brothers Racing  | Ford        | 10    | 98   | 0          |
| 4       | 47 | Jack Smith       | Jack Smith            | Pontiac     | 8     | 98   | 0          |
| 5       | 54 | Jimmy Pardue     | Jimmy Pardue          | Pontiac     | 12    | 97   | 0          |
| 6       | 66 | Larry Frank      | Ratus Walters         | Ford        | 16    | 96   | 0          |
| 7       | 11 | Ned Jarrett      | B.G. Holloway         | Chevrolet   | 23    | 96   | 0          |
| 8       | 3  | David Pearson    | Fox Racing            | Pontiac     | 5     | 96   | 0          |
| 9       | 36 | Larry Thomas     | Wade Younts           | Dodge       | 19    | 95   | 0          |
| 10      | 41 | Art Malone       | Jack Smith            | Pontiac     | 13    | 95   | 0          |
| 11      | 4  | Rex White        | Rex White             | Chevrolet   | 21    | 93   | 0          |
| 12      | 87 | Buck Baker       | Buck Baker Racing     | Chrysler    | 26    | 92   | 0          |
| 13      | 19 | Herman Beam      | Herman Beam           | Ford        | 27    | 89   | 0          |
| 14      | 60 | Tom Cox          | Ray Herlocker         | Plymouth    | 29    | 89   | 0          |
| 15      | 1  | George Green     | Jass Potter           | Chevrolet   | 33    | 89   | 0          |
| 16      | 62 | Curtis Crider    | Curtis Crider         | Mercury     | 32    | 88   | 0          |
| 17      | 16 | Ralph Earnhardt  | Happy Steigel         | Chevrolet   | 18    | 85   | 0          |
| 18      | 86 | Buddy Baker      | Buck Baker Racing     | Chrysler    | 25    | 84   | 0          |
| 19      | 72 | Bobby Johns      | Shorty Johns          | Pontiac     | 2     | 82   | 17         |
| 20      | 90 | Darel Dieringer  | Bob Osiecki           | Dodge       | 28    | 76   | 0          |
| 21      | 02 | Banjo Matthews   | Matthews Racing       | Pontiac     | 1     | 73   | 61         |
| 22      | 81 | Roscoe Thompson  | Jimmy Baker           | Mercury     | 22    | 42   | 0          |
| 23      | 8  | Joe Weatherly    | Bud Moore Engineering | Pontiac     | 6     | 34   | 0          |
| 24      | 28 | Fred Lorenzen    | Holman Moody          | Ford        | 9     | 34   | 0          |
| 25      | 39 | LeeRoy Yarbrough | Nichels Engineering   | Pontiac     | 14    | 34   | 0          |
| 26      | 29 | Nelson Stacy     | Holman Moody          | Ford        | 15    | 32   | 0          |
| 27      | 46 | Johnny Allen     | Fred Lovette          | Pontiac     | 3     | 24   | 0          |
| 28      | 80 | Tubby Gonzales   | Tubby Gonzales        | Ford        | 31    | 20   | 0          |
| 29      | 38 | John Dodd Jr.    | Matt DeMatthews       | Ford        | 24    | 10   | 0          |
| 30      | 43 | Richard Petty    | Petty Enterprises     | Plymouth    | 11    | 6    | 0          |
| 31      | 97 | Tom Pistone      | Lewis Osborne         | Chevrolet   | 20    | 2    | 0          |
| 32      | 27 | Tommy Irwin      | Melvin Bradley        | Chevrolet   | 30    | 1    | 0          |
| 33      | 12 | Bob Welborn      | Cliff Stewart Racing  | Pontiac     | 17    | 1    | 0          |
| Källor: |    |                  |                       |             |       |      |            |